# Rossella Galbiati
Rossella Galbiati (Milán, 11 de octubre de 1958) es una deportista italiana que compitió en ciclismo en la modalidad de pista. Ganó una medalla de bronce en el Campeonato Mundial de Ciclismo en Pista de 1984, en la prueba de persecución individual.

## Medallero internacional
| Campeonato Mundial | Campeonato Mundial | Campeonato Mundial | Campeonato Mundial     |
| Año                | Lugar              | Medalla            | Competición            |
| ------------------ | ------------------ | ------------------ | ---------------------- |
| 1984               | Barcelona (España) | Medalla de bronce  | Persecución individual |